# Alfonsoperla
Alfonsoperla is een geslacht van steenvliegen uit de familie Gripopterygidae. De wetenschappelijke naam van het geslacht is voor het eerst geldig gepubliceerd in 2007 door McLellan & Zwick.

## Soorten
Alfonsoperla omvat de volgende soorten:
- Alfonsoperla flinti McLellan & Zwick, 2007